# 阿塔朗

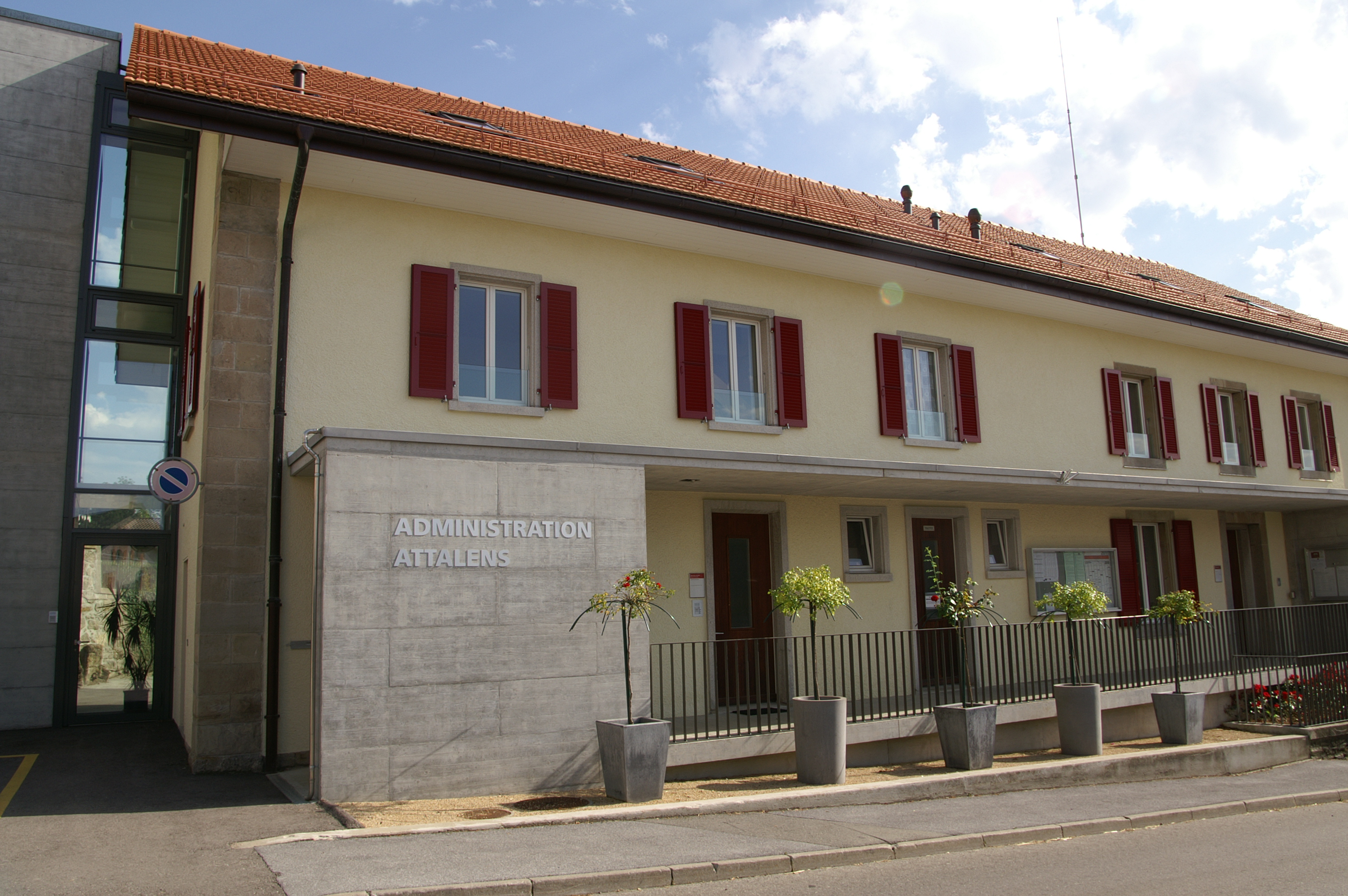

阿塔朗是瑞士的城鎮，位於該國西部，由弗里堡州負責管轄，面積9.76平方公里，海拔高度777米，2011年人口3,006，六成人口信奉羅馬天主教，人口密度每平方公里308人。

## 地理
阿塔朗位于弗里堡州南部，与沃州接壤。北海和地中海之间的分水岭穿过该市，特别是通过瓦拉山。
阿塔朗市镇面积为9.76平方公里。其中13.3%为栖息地或基础设施，59.5%为农业，26.9%为森林，0.3%是非生产性。
除了阿塔朗村以外，市镇还包括塔特罗村和瓦拉村，以及隆比埃村和科尔塞勒村。

### 附近市镇
阿塔朗与博松南、格朗日和雷马乌芬以及沃州的沙尔多讷、沃韦上科尔西耶、容尼和奥龙接壤。

## 历史
早在1274年，阿塔朗领地就被提到是奥龙领主的财产。在1615年被弗里堡收购并转变为辖区之前，它在不同领主转手中度过了几个世纪。
自20世纪70年代以来，阿塔朗的人口急剧增长，特别是随着许多沃州人的到来。

## 人口

### 称谓
阿塔朗的居民被称为Attalensois（阿塔朗人）（弗里堡方言中的lè Talenî）。他们被昵称为Critsavrè或者Poartâ-Lota。:9
瓦拉地区的居民被昵称为Rats:145；塔特罗的居民被称为Pre Dyindô。:130

### 人口变化
截至2023年12月31日，该市有3,678名居民，人口密度为377人/平方公里。2010-2023年期间，其人口增长了26.4%（弗里堡州：22.6%；瑞士：9.4%）。

## 文化

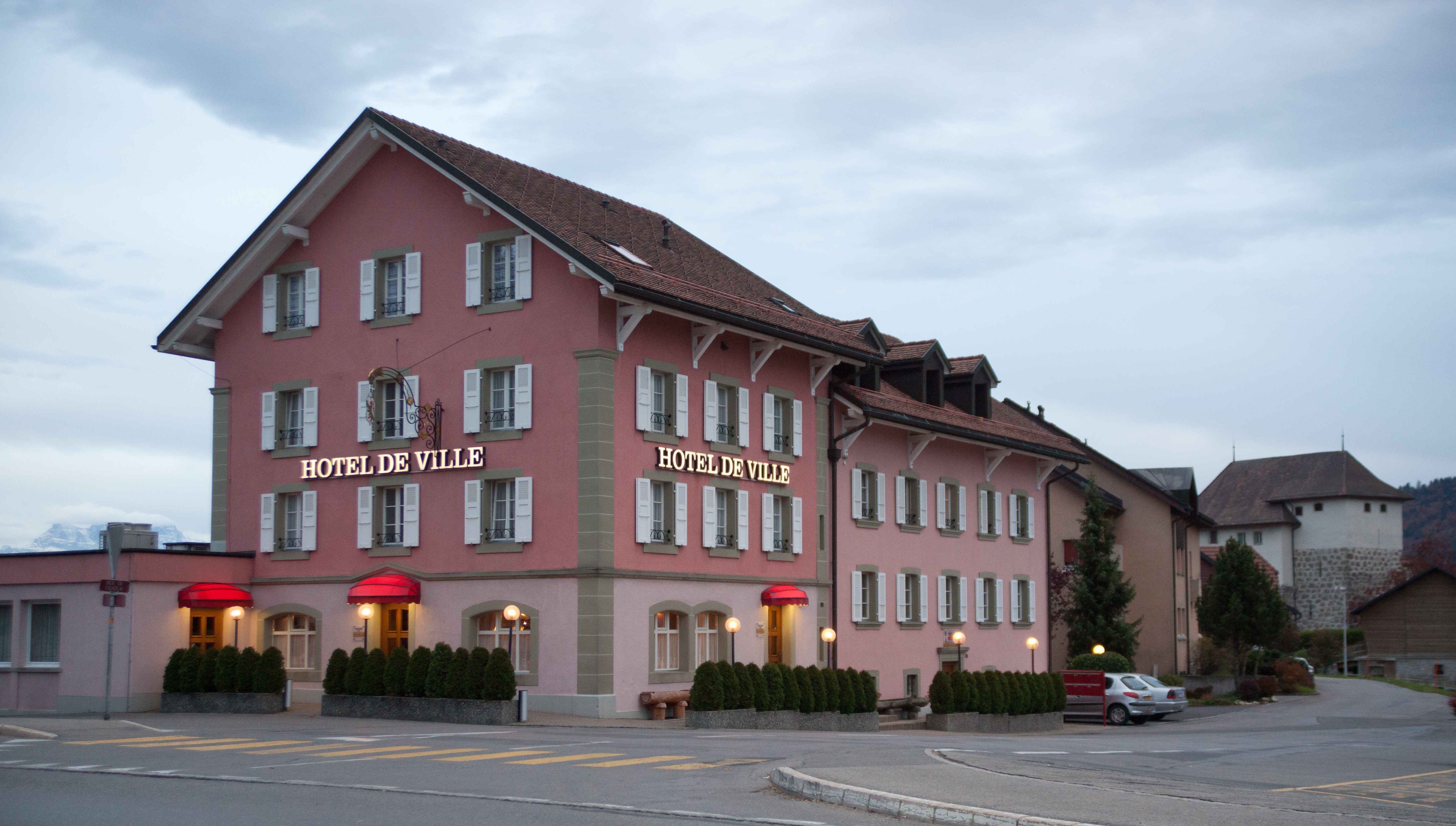
阿塔朗市政厅，后方是阿塔朗城堡

该市的两座纪念物被列入具有区域重要性的瑞士文化遗产名录：
- 阿塔朗城堡可能建于12-13世纪，1615年后部分重建。在19世纪，它经历了彻底的变革，彻底改变了它的外观。
- 圣母升天教堂。

## 外部連結
- Official website （页面存档备份，存于） （法文）

1. ↑  . Office fédéral de la statistique. 2015-04-18.
2. ↑  . Le Temps. 2006-02-18.
3. 1 2 3  Fehlmann, Paul. . Jullien. 1990. ISBN 2-88412-000-9.